# استعمار و نسل‌کشی
ارتباط بین استعمار و نسل‌کشی در تحقیقات دانشگاهی مورد بررسی قرار گرفته است. به گفته تاریخدان پاتریک ولف، «مسئله نسل‌کشی هرگز از بحث دربارهٔ استعمار مهاجرنشین دور نیست» مورخان اظهار داشته‌اند که اگرچه استعمار لزوماً مستلزم نسل‌کشی نیست اما تحقیقات نشان می‌دهد که این دو ارتباط مشترکی دارند.